# Rubén Duarte Sánchez
Rubén Duarte Sánchez (Almeria, 18 d'octubre 1995) és un futbolista professional andalús que juga com a lateral esquerre al Pumas UNAM.

## Trajectòria esportiva
Duarte va ingressar al planter del RCD Espanyol el 2009, a 13 anys, després d'haver estat al Los Molinos CF i al Polideportivo Ejido. El 2012 se'l va vincular amb el Manchester City FC, i va debutar com a sènior amb el RCD Espanyol B a Segona B.
El 7 de gener de 2015 Duarte va debutar amb el primer equip, tot jugant els 90 minuts en una derrota fora de casa per 1–2 contra el València CF a la Copa del Rei 2014-15. La seva primera aparició a La Liga fou el 8 de febrer, contra el mateix rival, i amb el mateix marcador, però a Cornellà-El Prat.
L'11 de juny de 2015 Duarte va renovar el seu contracte amb l'Espanyol, signant fins al 2019 i essent definitivament promocional al primer equip. El 29 de maig de 2017, va signar contracte per tres anys amb el Deportivo Alavés.

### Alavés
El 29 de maig de 2017, després de caure en la suplència, Duarte va signar un contracte de tres anys amb el Deportivo Alavés a la mateixa lliga. Va jugar 24 partits a la seva primera temporada a Primera divisió espanyola de futbol 2017–18, en què l'equip va acabar en un 14è lloc.
Duarte va marcar el seu primer gol a la màxima divisió espanyola –i com a professional– el 16 de maig de 2021, en la victòria a casa per 4-2 contra el Granada CF. El juliol del 2023, després d'ajudar a un altre ascens a primera, va renovar el seu contracte fins al 2026.
El 9 de juliol de 2024, Duarte es va convertir en agent lliure.

### UNAM
Hores després de deixar l'Alavés, Duarte es va traslladar a l'estranger per primera vegada en la seva carrera, per anar a jugar a la Liga MX amb el Club Universidad Nacional.

## Internacional
Després d'haver jugat amb totes les categories inferiors de la selecció espanyola, Duarte fou convocat per primer cop amb la selecció espanyola absoluta el 26 de maig de 2015 per un partit amistós contra Costa Rica i per un altre de classificació per l'Eurocopa de la UEFA 2016 contra Belarús.